# Ларга (Гургиу)
Ларга (рум. Larga) насеље је у Румунији у округу Муреш у општини Гургиу. Oпштина се налази на надморској висини од 518 m.

## Становништво
Према подацима из 2002. године у насељу је живело 125 становника, од којих су сви румунске националности.